# Gastropholis
Gastropholis é um género de répteis escamados pertencente à família Lacertidae.

## Espécies
- Gastropholis echinata
- Gastropholis prasina
- Gastropholis tropidopholis
- Gastropholis vittata